# DIC Entertainment
DIC Entertainment Corporation (/ˈdiːk/; также известная как DIC Audiovisuel, DIC Enterprises, DIC Animation City, DIC Entertainment L.P. и DIC Productions, иногда стилизованные под DiC), брендированная как Incredible World of DIC, была международной кино- и телевизионной компанией, которая в основном ассоциировалась как анимационная студия. Будучи ныне бывшим подразделением The Walt Disney Company, DIC производил художественные фильмы в прямом эфире и лицензировал многочисленные аниме-сериалы.
20 июня 2008 года DIC была приобретена, а затем объединена в Cookie Jar Group. По состоянию на 2023 год большая часть библиотеки DIC в настоящее время принадлежит WildBrain (ранее DHX Media) после того, как компания приобрела Cookie Jar 22 октября 2012 года.

## История

### 1971-1982: DiC Audiovisuel
Diffusion, Information Communications (DIC) была основана во Франции в 1971 году Жаном Шалопеном в составе Radio Television Luxembourg (RTL Group), хорошо зарекомендовавшей себя медиа-компании. DIC в первую очередь сосредоточился на производстве телевизионного контента.
В 1981 году DIC сформировал партнёрство с японской анимационной студией Tokyo Movie Shinsha. В рамках этого сотрудничества DIC помогал анимировать несколько программ TMS, включая популярный сериал Ulysses 31. Кроме того, в этот период DIC создал невыходимого пилота под названием Lupin VIII.
Это партнёрство между DIC и TMS продолжалось до 1996 года, способствуя производству многочисленных анимационных телевизионных шоу и пилотов.

### 1982-1986: США
Американское подразделение DIC Audiovisuel, DIC Enterprises, было основано в апреле 1982 года в Бербанке, штат Калифорния, Энди Хейвордом, бывшим писателем в Hanna-Barbera. Это подразделение было создано для адаптации производств DIC на английский язык для американской аудитории. DIC Enterprises сосредоточилась на производстве анимационного телевизионного контента как для сетевого вещания, так и для синдикации. To reduce costs, DIC outsourced non-creative tasks overseas and employed staff on a per-program basis. Despite its success, some industry insiders referred to DIC as "Do It Cheap." Чтобы сократить расходы, DIC перена аутсорсинг некреативных задач за рубежом и нанял персонал на основе каждой программы. Несмотря на свой успех, некоторые отраслевые инсайдеры называли DIC "Сделай это дешево".
Под руководством Бруно Бьянки и Бернара Дейриеса DIC стал известен своим эффективным, но экономичным подходом к производству анимации. Вскоре после своего создания DIC представила Inspector Gadget, который стал одним из его самых успешных постановок. DIC также сотрудничал с компаниями, выпускающими игрушки и поздравительные открытки, чтобы разработать линейки продуктов на основе персонажей, которые могут быть адаптированы в мультсериалы, предоставляя встроенных рекламодателей и финансовых спонсоров. С такими хитами, как Inspector Gadget, The Littles и Heathcliff, DIC стал прибыльным.
В 1983 году DIC создал собственный анимационный объект в Японии, известный как K.K. DIC Asia, чтобы самостоятельно заниматься анимационным производством для своих шоу. Несмотря на усилия по объединению в профсоюзы в 1984 году, DIC оставалась единственной непрофсоюзной анимационной фирмой. Со временем DIC расширила свою деятельность за счет синдикационных сделок с такими компаниями, как LBS Communications, Columbia Pictures Television и Access Syndication. Кроме того, DIC обеспечил права на домашнее видео для своих шоу по соглашениям с Karl-Lorimar Home Video, CBS/Fox Video в США и The Video Collection в Великобритании and Access Syndication. и Access Syndication.

### 1987-1993: Перемещение в Северную Америку
В период с конца 1986 по 1987 год Heyward в сотрудничестве с инвесторами Bear Stearns & Co. и Prudential Insurance Co. приобрел 52-процентную долю Chalopin и Radio Television Luxembourg в DIC, что привело к преобразованию DIC в DIC Animation City, Inc. Это приобретение, на сумму 70 миллионов долларов США в виде выкупа с использованием заемных средств, перенесло штаб-квартиру компании в Соединённые Штаты. После сделки ключевые сотрудники, такие как Шалопен, Бьянки, Дейриес и продюсер Тецуо Катаяма, покинули DIC, уступая дорогу Робби Лондону и Майклу Малиани, чтобы взять на себя ключевые роли в организации. Кроме того, Шалопен сохранил контроль над первоначальными офисами DIC во Франции и его японским анимационным центром, создав организацию Créativité et Développement (C&D) в 1987 году для продолжения производства анимационного контента. Тем временем японская студия была переименована в K.K. C&D Asia, работающая до 1996 года.
После выкупа DIC столкнулась со значительной финансовой задобошностью, частично вытекающей из их конкурентной стратегии недоуказанных предложений на проекты, чтобы превзойти конкурирующие анимационные фирмы, в сочетании с переоценкой рыночного спроса на детские телевизионные шоу. Следовательно, долг DIC обострился, что привело к продаже иностранных прав на их библиотеку Saban Productions в 1987 году, которые позже были переданы C&D Chalopin. Эта сделка напрягла отношения между DIC и Saban, что привело к юридическим спорам, кульминацией которых стало урегулирование в 1991 году. Несмотря на эти проблемы, DIC расширила свое сотрудничество, сотрудничая с NBC и Coca-Cola Telecommunications для производства и распространения телевизионных программ. DIC также решился заняться производством игруз с появлением Talking toyline Old MacDonald. DIC also ventured into toy manufacturing with the introduction of the Old MacDonald talking toyline.
На фоне юридических баталий и стратегических манёвров DIC продолжал ориентироваться в развивающемся ландшафте анимационной индустрии. Юридические споры с Family Home Entertainment и LBS/Lorimar Home Video были урегулированы, что проложило путь для DIC к налаживанию партнёрских отношений с Golden Book Video и заключению соглашений о дистрибуции с Bohbot Communications. Кроме того, DIC диверсифицировала свое международное сотрудничество, объединив Reteitalia, Reteitalia, S.p.A. и Telecinco, среди прочих, для совместного производства анимационного контента. К началу 1990-х годов DIC расширила свою деятельность, включив в неё такие дочерние компании, как Rainforest Entertainment, и приступила к образовательным инициативам.
Траектория роста DIC была отмечена эпохальным лицензионным соглашением с Buena Vista Home Video в 1993 году, облегчающим распространение более 1000 получасов анимационного контента и создание специального лейбла домашнего видео. Эта сделка укрепила присутствие DIC на рынке домашних развлечений, предвесяв новый этап расширения и консолидации в индустрии анимации. DIC впоследствии подписала сделку с Golden Book Video о продаже игр под брендом DIC Video.

### 1993-2000: Товарищества с ограниченной ответственностью
В начале 1990-х годов DIC привлек внимание в отрасли. Компания участвовала в обсуждении потенциального слияния и выкупа с PolyGram и Capital Cities/ABC. Тем не менее, ни с одной из организаций не было заключено никаких соглашений.
26 июля 1993 года DIC Animation City объявила о создании партнёрства с ограниченной ответственностью с Capital Cities/ABC Video Enterprises, Inc., образовав совместное предприятие под названием DIC Entertainment, L.P. Это предприятие было направлено на надзор за производственной библиотекой DIC и поставку контента для международного распространения через CAVE. DIC Animation City владел 95% акций, в то время как CAVE владел оставшимися 5%. В конце года две компании сформировали ещё одно товарищество с ограниченной ответственностью в Делавэре под названием DIC Productions, L.P., при этом Capital Cities/ABC владеют 95% контрольной долей, а Heyward сохраняет оставшиеся 5%. Оба товарищества с ограниченной ответственностью стали преемником бывшей материнской компании DIC Animation City,  что совпало с переездом штаб-квартиры DIC на более крупный объект в Бербанке, штат Калифорния.
DIC продолжала свои усилия по расширению и диверсификации в начале 1990-х годов. В ноябре 1993 года он создал DIC Interactive, мультимедийное подразделение. Впоследствии компания решилась заняться телевизионным производством в прямом эфире в 1994 году. В ответ на успех Saban's Mighty Morphin' Power Rangers, DIC сотрудничал с Tsuburaya Productions, чтобы адаптировать японский сериал Gridman the Hyper Agent в Superhuman Samurai Syber Squad. DIC также инициировал партнёрские отношения в Китае и заключила соглашения о синдикации с SeaGull Entertainment.
В июле 1995 года The Walt Disney Company объявила о своем намерении приобрести Capital Cities/ABC, включая все свои активы, включая DIC. К октябрю 1995 года DIC объявила о планах создать анимационную студию во Франции в партнёрстве с Hamster Productions. После завершения слияния Capital Cities/ABC и Disney в январе 1996 года DIC стала дочерней компанией The Walt Disney Company. Впоследствии DIC тесно сотрудничал с Disney, запустив DIC Films и расширив свою первую сделку с Walt Disney Pictures в 1996 году.
В марте 1997 года французская анимационная студия DIC начала свою деятельность как Les Studios Tex S.A.R.L. DIC продолжила свою экспансию на различные рынки и среды, расширив свою первую сделку с Walt Disney Pictures в марте 1998 года и объявив о запуске своего подразделения прямого видео в апреле 1998 года. Кроме того, в этот период DIC заключила соглашение о программировании с Pax TV.

### 2000-2004: Возвращение в независимость
В сентябре 2000 года Энди Хейворд при подайке инвестиционных фирм Bain Capital и Chase Capital Partners начал покупать DIC у The Walt Disney Company. Disney agreed to sell back the company and the deal was closed on November 25,  Disney согласилась продать компанию обратно, и сделка была закрыта 25 ноября, официально позволив DIC снова производить шоу в одиночку без ограничений Disney, что совпало с перезапуском подразделения международных продаж DIC в MIPCOM в том году.

### 2004-2008: Публичность и последние годы
В 2004 году Хейворд приобрел долю Bain Capital в DIC Entertainment и впоследствии курировал публичное размещение акций компании на альтернативном инвестиционном рынке Лондонской фондовой биржи в 2005 году, торгуя под символом DEKEq.L. В марте 2006 года DIC восстановила международные права на 20 своих шоу от The Walt Disney Company и Jetix Europe, ранее принадлежавших Disney с момента приобретения Saban Entertainment в 2001 году. В том же месяце DIC приобрела Copyright Promotions Licensing Group (CPLG) и приветствовала Джеффри Эделла в качестве президента и операционного директора.
DIC, KOL AOL и CBS Corporation объединили усилия, чтобы ввести новый трехчасовой программный блок для субботнего утра на CBS под названием KOL Secret Slumber Party 15 сентября 2006 года. Год спустя, 15 сентября 2007 года, DIC, CBS и American Greetings запустили ещё один программный блок под названием KEWLopolis.
В апреле 2007 года DIC Entertainment, Nelvana и NBC Universal Global Networks объявили о создании KidsCo, международной детской развлекательной сети. В октябре того же года DIC подал иск против компании Dam, утверждая о мошенничестве и небрежном искажении в отношении куклы тролля Dam и телесериала DIC Trollz, который был создан по лицензии Dam. Дам подал в суд на DIC, обвинив компанию в искажении своего финансового положения и нанесении ущерба имиджу и репутации куклы тролля. 
В 2001 году DIC объявил о своем возвращении на рынок домашнего видео, создав новое подразделение под названием DIC Home Entertainment; они намеревались начать выпуск продуктов, начиная с мая этого года. Это было отложено из-за проблем DIC в поиске партнёра по дистрибуции, что в конечном итоге произошло в июле, когда DIC подписала сделку с Lions Gate Home Entertainment о североамериканском распространении продуктов DIC Home Entertainment. В июне DIC объявила о планируемой покупке Golden Books Family Entertainment за 170 миллионов долларов, но в конечном итоге они отказались от сделки из-за высоких затрат на покупку; вместо этого компания была совместно приобретена Random House для прав на книгу и Classic Media для прав на развлечения.
В начале 2002 года была создана новая материнская компания под названием DIC Entertainment Corporation для хранения активов DIC, включая DIC Entertainment, L.P. и их долю в Les Studios Tex. В июле DIC приобрела дошкольный лейбл Mommy & Me.
В январе 2003 года DIC анонсировала три синдицированных детских программных блока E/I под названием DIC Kids Network. В апреле DIC подала в суд на Speed Racer Enterprises, утверждая, что SRE сублицензировала всемирные права на эксплуатацию Speed Racer в предыдущем году DIC, а затем расторгла соглашение без ведома DIC. Позже в июле DIC подписал контракт на телевизионное производство с POW! Развлечения для Стэна Ли Secret Super Six, сериала о подростках с инопланетными сверхспособностями, которых Ли учит о человечестве (это шоу так и не вышло в эфир).

### 2008-2012: Cookie Jar Group и DHX Media
В июне 2008 года DIC Entertainment и канадская медиакомпания Cookie Jar Group объявили о слиянии на сумму 87,6 миллионов долларов. Президент Джеффри Эделл сыграл ключевую роль в завершении сделки, которая была завершена 23 июля того же года. После слияния DIC стала дочерней компанией Cookie Jar, и впоследствии компания была объединена в деятельность Cookie Jar. Корпорация DIC Entertainment была переименована в Cookie Jar Entertainment (USA) Inc. В 2012 году Cookie Jar был приобретен DHX Media, позже переименованным в DHX Media 22 октября 2012 года.
DIC Kids Network была переименована в Cookie Jar Kids Network в 2009 году и прекратила свою деятельность в 2011 году. Cookie Jar также выпустила последний сезон Sushi Pack, одного из последних шоу DIC, который транслировался до 2009 года. KEWLopolis на CBS был переименован в Cookie Jar TV в 2009 году и закрыт в 2013 году, заменен на CBS Dream Team. Cookie Jar Toons, блок на This TV с шоу от Cookie Jar и DIC, транслировался с 2008 по 2013 год. В 2014 году Cookie Jar прекратил свою деятельность.

## Программные блоки
DIC управлял множеством программных блоков для различных телевизионных станций по всей территории Соединённых Штатов.

### Kideo TV
Kideo TV - это сериал-антология, который был выпущен в качестве совместного предприятия между DIC Enterprises и их американским синдикатором LBS Communications, а Mattel занимался спонсорством. Блок транслировался на синдицированных телевизионных станциях, при этом станции Metromedia согласились перенести блок к январю 1986 года и был запущен в апреле 1986 года.
Kideo TV транслировался в течение 90 минут и состоял из материала в прямом эфире с тремя мультфильмами из библиотеки DIC, используемыми в качестве кадрового материала. Rainbow Brite, Popples и Ulysses 31 впервые вышли в эфир в квартале, в то время как The Get Along Gang и Lady Lovely Locks были добавлены позже.
Бренд "Kideo" также использовался LBS в качестве линии совместного домашнего видео, которое выпустило различные мультфильмы DIC на VHS.

### Weekend Funday
Weekend Funday был 90-минутным выпуском, созданным DIC, который был синдицирован через Coca-Cola Telecommunications осенью 1987 года. Weekend Funday обычно бежал по воскресеньям под названием Funday Sunday. Тем не менее, он также будет работать по субботам как Funtastic Saturday, если он захочет пойти лицом к лицу с другими блоками kidvid.
Он состоял из различных получасовых мультфильмов из линейки DIC, включая Sylvanian Families и Starcom: The U.S. Космические силы.

### Funtown
Funtown был ежедневным детским программным блоком на семейном канале CBN, который был запущен 11 сентября 1989 года. Он работал 26 часов в неделю, вещал с 7:00 до 9:00 по будням, а также с 8:00 до 11:00 и с 16:00 до 18:00 по выходным. DIC занимался продажами рекламы блока, в то время как семейный канал CBN занимался распространением и маркетингом.
Линейка шоу была смесью форматов, от анимированных гибридов до живых выступлений, и программ, начиная от оригинальных и заканчивая внесетевыми шоу, независимо от того, производятся ли они DIC или другими компаниями. Кроме того, должна была быть разработана программа клуба-компаньонов. DIC также планировал производить четыре специальных предложения каждый квартал с запуском Funtown в сочетании с другими, в основном праздничными специальными предложениями, в четвёртом квартале 1989 года. Однако из этих первоначальных планов ничего не вышло.

### Dragon Club
Dragon Club (китайский: 小神龙俱乐部) - это ежедневный телевизионный канал, управляемый и распространяемый через столицы/ABC через различные синдицированные телевизионные станции в Китае. Он был запущен 19 сентября 1994 года и транслировал различные программы DIC и ABC в дополнение к сторонним, живым и местным предложениям.
После покупки Disney Capital Cities/ABC канал перешёл к трансляции контента, производства Disney, и продолжал транслироваться до начала 2019 года.

### Panda Club
Panda Club (китайский: 熊猫俱乐部) был недолговечным сестринским клубом Dragon Club, который был запущен 2 октября 1994 года и транслировался на меньшем выборе станций. Его программы были похожи на программы Dragon Club и транслировались до 1999 года.

### Freddy's Firehouse
Freddy's Firehouse (FFH) был запланированным детским образовательным программным блоком, который будет транслировать различные программы из библиотеки DIC Entertainment, первоначально объявленные в мае 1998 года. В Соединённых Штатах планировалось транслировать на Pax TV после того, как DIC подписал соглашение с вещателем, чтобы стать эксклюзивным поставщиком анимационных программ в сети. План состоял в том, чтобы блок работал по выходным, в течение трех часов в субботу и двух часов в воскресенье. Международное телевидение Buena Vista занималось синдикационными продажами, а также позволило бы продавать эту ленту другим торговым станциям по всему миру.
Тем не менее, блок был отклонен в пользу того, что Pax производил детский блок собственными силами, при этом "Cloud 9" (позже переименованный в "Pax Kids") был запущен с Pax TV 31 августа 1998 года и транслировался до конца контракта с DIC в 2000 году.

### Национальные и синдицированные вещательные блоки
- DiC Kids Network - набор из трех синдицированных детских программ E/I-блоков, запущенный 1 сентября 2003 года.
- KOL Secret Slumber Party - трехчасовой блок, запущенный 16 сентября 2006 года, программный блок с партнёром KOL (дети AOL онлайн).
- KEWLopolis - запущен 15 сентября 2007 года, программный блок с партнером American Greetings.

## Программы
С 2012 года большая часть библиотеки DIC в настоящее время принадлежит WildBrain через его подразделение, предназначенное только для имени, Cookie Jar Group.
Международные права на библиотеку DIC до 1990 года принадлежали Créativité et Développement до 1996 года, пока Saban не приобрел их активы, и поэтому международное распространение было перенесено в Saban International/BVS International. Это продолжалось до 2001 года, когда Disney купила франшизу библиотек и активов Fox Family Worldwide, а также 75,7% мажоритарной доли в Fox Kids Europe (позже переименованной в Jetix Europe), сделав международные права на распространение своей библиотеки до 1990 года, перенесенной в Disney. В марте 2006 года DIC Entertainment вновь приобрела у Disney международные права на 20 шоу своей библиотеки до 1990 года.
Права на международную дистрибуцию библиотеки после 1990 года первоначально начали распространяться итальянской студией Silvio Berlusconi Communications, а затем ABC Distribution Company и Buena Vista International Television, прежде чем DIC стала независимой в 2000 году и начала самораспространяться на международном уровне.
Многие из шоу DIC, которые не были повторно приобретены DIC Entertainment, включая большинство шоу, произведенных французским подразделением DIC, которые являются частью библиотеки Créativité et Développement, в настоящее время принадлежат The Walt Disney Company через BVS Entertainment.